# Ciclone Nisarga
A tempestade ciclônica severa Nisarga foi o ciclone tropical mais forte a atingir o estado indiano de Maarastra no mês de junho desde 1891. Foi também o primeiro ciclone a atingir Bombaim desde Phyan em 2009. A terceira depressão e o segundo ciclone denominado da temporada anual de ciclones, Nisarga se originou como uma depressão no Mar Arábico e moveu-se geralmente para o norte. Em 2 de junho, o Departamento Meteorológico da Índia (IMD) atualizou o sistema para uma tempestade ciclônica, atribuindo o nome de Nisarga. No dia seguinte, Nisarga intensificou-se ainda mais para uma forte tempestade ciclônica e virou-se para o nordeste, acabando por atingir a costa aproximadamente 95 km (59 mi) ao sul de Bombaim. Nisarga enfraqueceu rapidamente uma vez no interior e se dissipou em 4 Junho.
Nisarga foi o segundo ciclone em duas semanas a atingir o subcontinente indiano, depois que o ciclone Amphan, a primeira tempestade superciclônica que se formou na Baía de Bengala no século XXI, devastou o estado de Bengala Ocidental em maio de 2020. Fazendo uma chegada a terra (landfall) em Maarastra com ventos de 110 km/h (68 mph), Nisarga se tornou a tempestade mais forte a atingir o estado no mês de junho desde 1891. Antes de Nisarga, apenas duas depressões atingiram Maarastra no mês de junho, em 1948 e 1980, respectivamente.

## História meteorológica
Em 31 de maio, uma área de baixa pressão se desenvolveu sobre o Mar Arábico Oriental e permaneceu como uma área de baixa pressão bem marcada na mesma região até à noite. Ele fortaleceu-se em uma depressão sobre o centro-leste e sudeste do Mar Arábico no início da manhã de 1 de junho. Mais tarde, intensificou-se para a Depressão Profunda no mesmo dia.

Animação por satélite de Nisarga intensifica-se a 2 de junho

Por volta do meio-dia de 2 de junho, a depressão profunda intensificou-se para uma tempestade ciclônica, recebendo assim o nome de Nisarga. O nome foi contribuído pelo Bangladesh.
Mais tarde, atingiu seu pico de intensidade de 110 km/h, o que o torna uma tempestade ciclônica severa, enquanto a velocidade média do vento de um minuto foi de 140 km/h, o que o torna um ciclone tropical de categoria 1. Às 12:30 IST (07:00 UTC) Em 3 de junho, Nisarga atingiu a costa perto da cidade de Alibag no pico de intensidade. Ratnagiri próxima registou a maior velocidade do vento de 110 km/h (68 mph) e a pressão mínima era de 984 hPa.

## Preparativos
Em 1 de junho, o Ministro do Interior da União, Amit Shah, realizou uma reunião de revisão preliminar com funcionários da Autoridade Nacional de Gestão de Desastres, Força Nacional de Resposta a Desastres (NDRF), Departamento Meteorológico da Índia e Guarda Costeira Indiana. No mesmo dia, 33 equipas da NDRF foram implantadas na região litorânea de ambos o estados. Pescadores de Maharashtra foram alertados para regressar do mar.
O primeiro-ministro indiano, Narendra Modi, por meio de um tweet em 2 de junho, foi informado de que falou com o Ministro-Chefe de Maarastra, o Ministro-Chefe de Gujarate e Administrador de Dadrá e Nagar Aveli e Damão e Diu, garantindo todo o apoio e assistência possível do Governo Central. Como precaução, 100.000 pessoas foram evacuadas antes da tempestade.

## Impacto e consequências
Nisarga causou 6 mortes e 16 feridos no estado. Mais de 5,033 ha (12,440 acres) de terra foram danificados. O ministro-chefe do Maarastra Uddhav Thackeray anunciou uma ajuda imediata de US$ 5.000 para os parentes das mortes. Mais tarde, Thackeray anunciou outro Rs1 mil milhões (US $ 13,3 milhões) para o distrito de Raigad. O Governo de Maarastra colocou o dano total de Nisarga em Rs.60.48 mil milhões (US$ 803 milhões), e o estado exigiu Rs11 mil milhões (US$ 146 milhões) para recuperar os danos causados pela Nisarga.
A atividade de socorro do governo estadual foi criticada por sua eficácia. A desaceleração na prestação de socorro foi citada devido ao momento de pico COVID-19 no estado. Um mês depois, o fornecimento de eletricidade para 36.000 residências ainda não tinha sido restaurado, principalmente devido à pandemia, após um atividade torrencial de monções no início de julho. Estradas danificadas retardaram o processo de avaliação de perdas de terras agrícolas. O pacote de ajuda de (US$13 milhões) foi criticado pelo líder da oposição do estado, Devendra Fadnavis.
O governo de Maharashtra estimou cerca US$170 milhões de ajuda às famílias afetadas. Os montantes foram decididos por danos e materiais perdidos e foi concedida uma compensação dependendo do impacto. Enquanto a ajuda variou de US$200 a US$600 por danos parciais, US$2000 foram concedidos a famílias onde as casas foram totalmente desabadas. Pacote de US$3,2 milhões foi alocado para as 1.470 escolas públicas danificadas e US$2700 cada para escolas particulares danificadas nos distritos afetados. O ciclone Nisarga destruiu 23 das 25 casas na aldeia Udaywadi.
O ciclone Nisarga produziu fortes chuvas nos estados de Maarastra e Guzerate. 72,5 mm de chuva foi registado em Maarastra, com Jalna recebendo a maior parte das chuvas (152 mm).